# Pseudosphyrapus vladimiri
Pseudosphyrapus vladimiri is een naaldkreeftjessoort uit de familie van de Sphyrapidae. De wetenschappelijke naam van de soort is voor het eerst geldig gepubliceerd in 1989 door Gutu.